# Военный вестник (журнал)
«Военный вестник» — советский общевойсковой ежемесячный журнал, издававшийся Министерством обороны СССР в Москве с мая 1921 по 1994 год. 
Основной целевой аудиторией журнала были командиры (начальники) РККА ВС Союза ССР, позже офицеры Советской Армии, преподаватели, курсанты и слушатели военно-учебных заведений. Целями журнала заявлялись:
- освещение теории и практики современного общевойскового боя,
- пояснение роли и места каждого рода войск в современном бою,
- обсуждение методик подготовки и обучения личного состава,
- ознакомление с тактическими наработками, вооружением, структурой и боевым опытом зарубежных вооружённых сил,
- и другое[2].

## Исторические вехи
- после создания журнала «Военный вестник», ряд публикаций в нём был посвящён опыту Первой мировой и Гражданской войны[3].
- в 1920—30-х годах журнал «Военный вестник» выпускался с приложениями[3],
- в 1927 году журнал «Военный вестник» был объединён с журналами «Красная Армия и школа», «Выстрел», «Спутник политработника»[2].
- в 1930-х годах в журнале «Военный вестник» публиковались материалы по основам перспективной теории глубокого боя и глубокой операции[2], обобщая практический опыт боевых столкновений на Халхин-Голе, у озера Хасан, во время советско-финской войны (1939—40 годов)[3].
- в годы Великой Отечественной войны журнал «Военный вестник» освещал проблемы совершенствования тактики боевых действий и использования новых образцов техники и вооружения, систематизировал опыт боевых действий на фронтах[2] и т.п. Особое внимание при этом уделялось вопросам наступательных действий, форсирования водных преград, применения штурмовых групп в уличных боях, тактики действий передовых и авангардных отрядов[3].
- в 1960-м году журнал «Военный вестник» был объединён с журналами «Военный связист», «Танкист», «Артиллерийский журнал» и «Военно-инженерный журнал»[2].
- в 1975 году соостоялось награждение журнала «Военный вестник» орденом Красной Звезды[2].
- в 1994 году выпуск журнала «Военный вестник» был прекращён, а его тематика перенесена в журнал «Армейский сборник»[3].